# Kam
En kam er et redskab til rensning og ordning af hårene og fremstilles hovedsagelig af horn, hestehove, ebonit, galalit, celluloid, skildpadde og ben. Smykkekamme af guld og sølv findes også, men de har mest et æstetisk formål.
Det er ikke sikkert, hvornår kammen blev opfundet, men det har været i Præhistorisk tid. De ældste kamme er 5000 år gamle fra oldtidens Persien.

## Fremstilling
Horn, skildpadde og hestehove spaltes, presses i varmen
fladt ud, og kammen enten udskæres, hvorefter
tænderne udfræses på maskine eller saves for
hånden, eller hele kammen stanses ud, for eksempel
således at mellemrummene mellem tænderne i
én kam danner tænderne i en anden. Derefter
følger en finere tildannelse og polering.
Ben behandles med sav eller ved fræsning; ebonit, galalit
og celluloid behandles som horn; dog
bortfalder selvfølgelig spaltningen og tilretningen.
Kam eller vævekam bruges, navnlig ved håndvæve, som
betegnelse for ritten ved vævning.
- Kamme fra forskellige perioder
- Kam fra Det gamle Egypten, ca. 15. årh. f. Kr. 
Walters Art Museum, Baltimore.
- Etruskisk kam, ca. 7. årh. f. Kr.
 Walters Art Museum, Baltimore.
- Skytisk kam, ca. 400 f. Kr.
- Kam fra Det gamle Rom
- Sæt af kamme fundet på skibet Mary Rose fra 16. århundrede
- Udsmykket kam i elfenben fra 16. århundrede
- En lusekam
- Indisk metalkam til at holde håret på plads, prydet med et par fugle. Den lille beholder i toppen er til parfume der fugter kammens tænder og derved bærerens hår. (19. årh.)